# 'Ndrina Imerti
La 'ndrina Imerti è una cosca malavitosa o 'ndrina molto potente della 'ndrangheta calabrese. Proveniente dalla città di Villa San Giovanni, fu la principale 'ndrina che portò allo scoppio della seconda guerra di 'ndrangheta.

## Storia

### Seconda guerra di 'ndrangheta
Nel 1983 si alleano con i Condello, sottoposti dei De Stefano, tramite il matrimonio del capobastone Antonio Imerti e Giuseppina Condello appartenente all'omonima 'ndrina. L'11 ottobre 1985 avviene il tentato omicidio di Antonio Imerti da un'autobomba per volontà dei De Stefano . Due giorni dopo gli Imerti rispondo con l'omicidio del boss Paolo De Stefano. Nel 1986 dopo un secondo tentativo di omicidio, Antonio Imerti si dà alla latitanza.
Verrà arrestato nel 1993.
Nel 1989 appartenenti agli Imerti eseguirono materialmente l'omicidio di Lodovico Ligato, ordito da Pasquale Condello.
Il 23 giugno 2010 i carabinieri compiono 42 arresti in Lombardia, Friuli-Venezia Giulia ed Emilia-Romagna nei confronti di presunti esponenti dei Condello, e dei De Stefano-Libri, accusati di associazione mafiosa ed estorsione. È stato arrestato anche Cosimo Alvaro, figlio di Domenico, membro dell'omonima 'ndrina e membri dei Rugolino di Reggio Calabria, i Buda-Imerti di Villa San Giovanni, gli Italiano di Delianuova, gli Zito-Bertuca di Fiumara di Muro e i Creazzo di Scilla. Sono stati sequestrate oltre 20 imprese, centri sportivi, appartamenti e terreni. Grazie all'operazione viene confermata la presenza di una cupola nella gestione degli affari illeciti del reggino con a capo Pasquale Condello, Giuseppe De Stefano e Pasquale Libri. Il 15 novembre 2016 scatta l'operazione Sansone in cui i carabinieri compiono 26 arresti della famiglia Condello-Imerti e Zito-Bertuca e il 19 novembre 2016 scattano altri 16 arresti con l'operazione Sansone 2.

## Organizzazione
Membri
- Antonio Imerti, detto Nano Feroce, capobastone in carcere dal 1993, scarcerato nel 2021.
- Natale Buda
- Pasquale Buda
- Giuseppe Scopelliti, collaboratore di giustizia.
- Rocco Buda, collaboratore di giustizia.
- Maurizio Marcianò, collaboratore di giustizia.
- Giovanni Ranieri, collaboratore di giustizia.
- Antonino Imerti, cugino del Nano feroce, capo locale di Villa San Giovanni fino all'arresto con l'operazione Meta.
- Giovanni Imerti, cugino del Nano feroce.
- Rocco Licandro
- Domenico Passalacqua
- Santo Buda
- Antonino Cianci
- Natale Barca

## 'Ndrine alleate
- Condello
- Gallico
- Alvaro
- Rosmini
- Lo Giudice
- Serraino